# Zarephath
Zarephath es un lugar designado por el censo ubicado en el condado de Somerset en el estado estadounidense de Nueva Jersey. En el año 2010 tenía una población de 37 habitantes.

## Geografía
Zarephath se encuentra ubicado en las coordenadas 40°32′14″N 74°34′39″O / 40.53722, -74.57750.